# Henri Léonard
Henri Joseph Ghislain Léonard (Seneffe, 22 maart 1862 - La Hestre, 22 augustus 1926) was een Belgisch volksvertegenwoordiger en burgemeester.

## Levensloop
Henri Léonard werd geboren in een arbeidersfamilie. Na de lagere school ging hij als smidsknecht aan de slag bij metaalconstructeur Baume & Marpent in Morlanwelz, daarna werd hij ijzersmid bij metaalconstructeur Hiard in Haine-Saint-Pierre. Tevens volgde hij lessen aan de industriële school in Morlanwelz, waar hij de diploma's van bouwkundig tekenaar en machinist-mecanicien en een certificaat in de wiskunde behaalde. 
Léonard sloot zich aan bij de Ligue Ouvrière van La Hestre en werd actief in de Belgische Werkliedenpartij. Hij spande zich hard in om door zelfstudie hogerop te geraken en bekommerde zich om alles wat betrekking had op vakbonden, ziekenkassen en coöperatieve vennootschappen. Hij was tussen 1888 en 1894 boekhouder en secretaris-penningmeester van de coöperatieve Le Progrès in Jolimont en stichtte in 1887 een afdeling van de Socialistische Jonge Wacht in La Hestre. Léonard ging al snel deel uitmaken van de nationale leiding van de Belgische Werkliedenpartij en hielp in mei 1887 een staking in de Centre op te lossen door namens de Ligue Ouvrière van La Hestre verzoeningsgesprekken te organiseren tussen de arbeidersverenigingen en de werkgevers van de grootindustrie in de streek. Eind jaren 1880 was hij actief betrokken bij de heropbouw van de metaalarbeidersvakbonden in de Centre. Als belangrijkste vertegenwoordiger van de coöperatieve Le Progres gaf hij daarnaast advies aan diverse andere coöperatieven, in het bijzonder de coöperatieve bakkerij La Concorde in Roux, die hij hielp uit te bouwen tot de belangrijkste van het metaalbekken in Charleroi en vanaf 1901 was hij er de gedelegeerd bestuurder van. In 1900 was hij ook betrokken bij de stichting van de Federatie van Coöperatieve Vennootschappen van België, waarvan hij de beheerder werd, en in 1919 was hij een van de stichters van de Union coopérative in Charleroi.
In 1890 werd Léonard vanop een kartellijst van liberalen en socialisten verkozen tot gemeenteraadslid van La Hestre. Van 1896 tot 1899 was hij er schepen, van 1908 tot 1919 waarnemend burgemeester en van 1919 tot aan zijn dood in 1926 volwaardig burgemeester. Na de invoering van het algemeen meervoudig stemrecht werd hij in oktober 1894 voor het arrondissement Charleroi eveneens verkozen in de Kamer van volksvertegenwoordigers, waarmee hij behoorde tot de eerste socialistische volksvertegenwoordigers. Hij bleef in de Kamer zetelen tot aan zijn overlijden in augustus 1926.
Voorts lag Léonard in La Hestre aan de basis van de oprichting van een mutualiteit voor mijnwerkers en metaalbewerkers, die op haar hoogtepunt 700 leden telde. In juli 1895 weekte hij vijf lokale mutualiteiten die hij mee had helpen ontwikkelen los uit de Fédération du Centre, die ten grondslag lagen van de Federatie van Socialistische Mutualiteiten in Charleroi, op model van de Fédération du Centre. De federatie telde in 1896 33 lokale mutualiteiten in haar rangen, tegen 1901 groeide dat aantal naar 44 en had op haar hoogtepunt 10.000 leden. Vanaf 1909 was er bovendien een herverzekeringsfonds aan verbonden, La Prévoyance mutuelle, om de leden medische en farmaceutische hulp te bieden. In 1907 was Léonard ook een van de stichters van de socialistische verzekeringsmaatschappij La Prévoyance Sociale, waar hij in de raad van beheer zetelde. 
Daarnaast droeg Henri Léonard bij aan de versterking van de metaalbewerkersvakbonden in Charleroi, onder andere met de stichting van een regionale federatie in 1900, die vanaf 1906 ook over een hulpkas beschikte, die gefinancierd werd door de Federatie van Socialistische Mutualiteiten. In september 1920 wist Léonard daarenboven de oprichting van een vakbondsfederatie te bereiken die alle socialistische vakbonden in het metaalbekken van Charleroi omvatte. 
Henri Léonard overleed in augustus 1926 na een lange ziekte op 64-jarige leeftijd.